# Gamle Svarten
Gamle Svarten (originaltitel Ole Faithful) är en brittisk countrysång från 1934 om en gammal trogen häst som ridits av sångaren. Sången skrevs av Michael Carr och Hamilton Kennedy och spelades in samma år av Jay Wilbur med orkester. Året därpå framfördes den på film av Gene Autry, och den har spelats in i många coverversioner på olika språk.
Den första versionen på svenska spelades in 1935 av Gösta Kjellertz med text av Sven-Olof Sandberg. Andra som har spelat in den på svenska är bland annat Cacka Israelsson 1954 samt The Spotnicks (instrumentalversion) . När finlandssvenska Maire Ojonen gjorde den på finska togs namnet på hästen över från svenska versionen: Vanha Musta. Det engelska originalet Ole Faithful har fotbollsklubben Hull City FC som sin (hymn) kampsång.